# 川西鳈
川西鳈（学名：Sarcocheilichthys davidi）为輻鰭魚綱鯉形目鲤科鳈属的鱼类，是中国的特有物种。分布于沱江水系上游及岷江中游等。该物种的模式产地在四川西部。體長可達8.6公分。

## 扩展阅读
維基物種上的相關：川西鳈